# Chiesa dei Santi Timoteo e Sinforiano
La chiesa dei Santi Timoteo e Sinforiano è la parrocchiale di Caminata, frazione del comune sparso di Alta Val Tidone, in provincia di Piacenza e diocesi di Piacenza-Bobbio; fa parte del vicarato della Val Tidone.

## Storia
La prima citazione di una cappella dedicata a San Sinforiano a Caminata risale alla prima metà del IX secolo ed è contenuta in un elenco stilato dall'abate di Bobbio Wala nel periodo compreso tra l'833 e l'835; una seconda menzione si ritrova nella bolla di papa Lucio II datata 15 marzo 1144.
Nel XV secolo all'originario titolo di San Sinforiano s'aggiunse anche la dedicazione a San Timoteo.
I lavori di costruzione della nuova parrocchiale iniziarono nel 1796; la chiesa, disegnata dall'architetto Pittaluga, venne ultimata nel 1856 e consacrata il 7 maggio 1916 dal vescovo Pietro Calchi Novati, come ricorda un'epigrafe recante la scritta "TEMPLUM HOC SS.MM. TIMOTHEO ET SIMPHORIANO CONSECRATUM FUIT AB EPO PETRO CALCHI NOVATI DIE VII MAJ AN. MCMXVI".
Nel 1932 venne demolito l'antico campanile e al suo posto ne venne eretto su progetto di Luigi Bagnalasta uno nuovo, la cui costruzione durò dal 27 marzo 1933 al 22 ottobre dell'anno medesimo.
La chiesa fu adeguata alle norme postconciliari negli anni settanta con la realizzazione dell'ambone e dell'altare rivolto verso l'assemblea.

## Descrizione

### Facciata
La neoclassica facciata a capanna della chiesa, che volge a sudovest ed è dotata di un sagrato a cui si salire per mezzo di una scalinata realizzata in pietra, presenta centralmente il portale d'ingresso, sormontato da un finestra a lunetta, ed è tripartita da quattro lesene tuscaniche sorreggenti la trabeazione con fregio liscio e il timpano di forma triangolare.
Annesso alla parrocchiale è il campanile a base quadrata, la cui cella, abbelita da lesene, presenta una monofora su ogni lato ed è coronata dalla guglia piramidale poggiante sul tamburo.

### Interno
L'interno dell'edificio, la cui pianta è centrale a croce greca allungata, si compone di un'unica navata, sulla quale si affacciano i bracci del transetto, ospitanti i due altari di San Giuseppe e della Beata Vergine del Carmine, e delle nicchie a tutto sesto all'interno delle quali si trovano statue raffiguranti alcuni santi, e le cui pareti sono scandite da lesene sorreggenti la trabeazione sopra la quale si impostano le vele della cupola; al termine dell'aula si sviluppa il presbiterio, rialzato di quattro gradini, coperto da volte a botte e chiuso dall'abside di forma poligonale voltato a catino le cui pareti sono scandite da lesene tuscaniche.